# سیارک ۸۵۳۸
سیارک ۸۵۳۸ (به انگلیسی: 8538 Gammelmaja، نامگذاری:1993FR26) هشت هزار و پانصد و سی و هشتمین سیارک کشف شده‌است که در ۲۱ مارس ۱۹۹۳ کشف شد.
قدر مطلق سیارک برابر ۱۱٫۸۰ است.